# Francisco José Camarasa Castellar
Francisco José Camarasa Castellar (Rafelbunyol, l'Horta Nord, 27 de setembre de 1967) és un exfutbolista València que va jugar de defensa central o de lliure i que va jugar al València CF durant tota la seua carrera. Va ser internacional amb la selecció espanyola.

## Biografia
Provinent d'una nissaga de futbolistes, el seu pare Vicente Camarasa va ser capità del Llevant UE en els anys 60, i el seu germà menut, Higinio, va jugar a segona divisió.
Paco Camarasa era un defensa central que destacava per la facilitat amb la qual arribava al tall i treia la pilota jugada, essent per tant molt diferent al seu company de defensa durant molts anys en el València CF Fernando Giner. Malgrat la seua gran classe com a futbolista es prodigava poc a l'atac, motiu pel qual va marcar pocs gols al llarg de la seua carrera.
Es va formar al planter del València CF, on va arribar amb tretze anys, i va debutar en el primer equip de manera testimonial en febrer de 1988, de la mà d'Alfredo Di Stéfano. Va ser a partir de la següent campanya que va formar part del primer equip de manera regular. Després de dues temporades en les quals la seua participació si bé va ser important no ho va ser tan continuada, és en la temporada 1990-1991 quan es consolida com a titular indiscutible a l'eix de la defensa valencianista, lloc que ja no va abandonar en set temporades.
Per la seua posició al camp, era l'encarregat d'ordenar la defensa, la seua forta personalitat i el fet de ser del planter va accedir a la capitania de l'equip compartint-la amb un mite valencianista, Fernando Gómez Colomer.
No obstant això, en la temporada 1996-1997 va començar a patir un calvari de lesions de les quals mai es va recupera del tot. Malgrat tot, quan el València va guanyar la Copa del Rei, i encara que les lesions no li van permetre participar massa en la competició, va alçar la copa com a capità de l'equip juntament amb el capità al camp, Gaizka Mendieta.
L'any següent, amb l'arribada a la banqueta d'Héctor Cúper, la seua situació va empitjorar encara més, doncs l'entrenador l'apartaria de l'equip per criticar la rutina de treball de la plantilla. Aleshores Camarasa demanà jugar amb l'equip filial per a no perdre la rutina de treball, però l'estat del seu tendó d'Aquil·les el portarien a penjar les botes en acabar el contracte.
Posteriorment treballà com a delegat i segon entrenador del València CF Mestalla.

### Internacional
Va ser internacional amb la selecció espanyola en 14 ocasions. Va debutar el 8 de setembre de 1993. Va participar en la fase final del Mundial dels Estats Units 1994 on van arribar als quarts de final.

## Clubs
- València Club de Futbol - 1988-1999 - Primera divisió: 267 partits, 7 gols

## Palmarès
- 1 Copa del Rei - València CF - 1999
- 1 Supercopa d'Espanya - València CF - 1999

## Galeria d'imatges

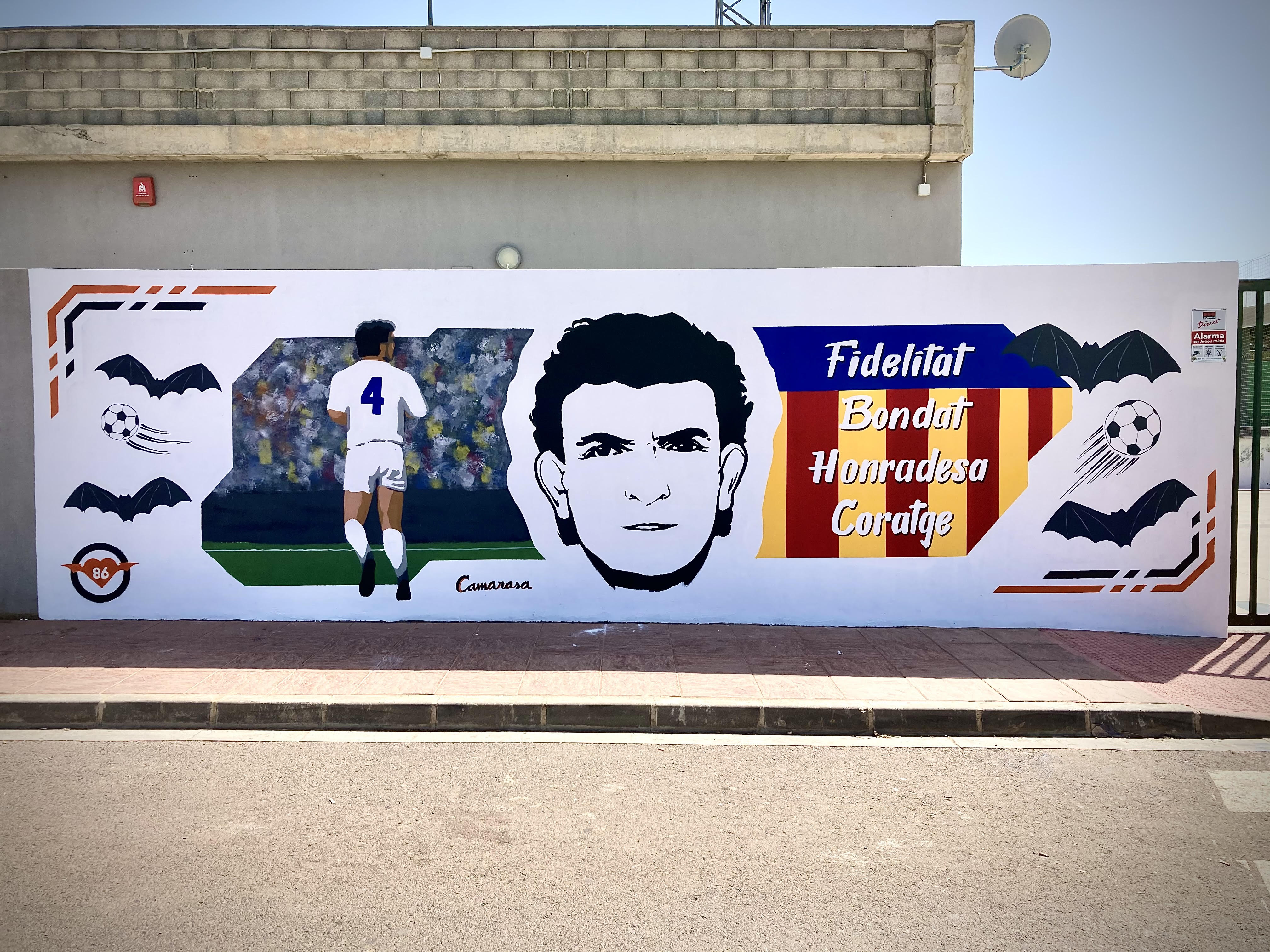
Mural en homenatge a Rafelbunyol, 2021.